# 拉斯·库恩
洛斯·約瑟夫·昆（英語：Russ Joseph Kun，1975年9月8日—）是一名諾魯政治人物，於2022年9月至2023年10月擔任諾魯總統，並於2013年起擔任諾魯國會議員。

## 生平
昆生於1975年9月8日。他曾擔任2003年和2004年大選的監票員。2005年，他擔任商業、工業和資源部代理秘書。他曾於2008年擔任署理政務司司長，並於2012年擔任署理民政事務局局長。在進入國會之前，他曾在商業、工業和環境部工作。2008年至2010年和2012年至2013年，他也是諾魯聯合國教科文組織全國委員會成員。
昆於2013年首次當選諾魯國會議員，是烏本尼德選區的四名議員之一。他分別於2016年、2019年和2022年再次當選。在上一屆安格明政府中，昆曾擔任財政部、諾魯港口部、旅遊部、國家遺產和博物館部副部長。
昆是全球議員反貪污組織（GOPAC）的成員。在參加GOPAC的一次研討會後，他牽頭為諾魯議會制定了道德準則。為此，他擔任議會領導守則常設委員會主席。
在2022年大選後的首次國會會議上，昆成為諾魯總統的唯一候選人。他與內閣成員於9月29日宣誓就職。他本人的職責包括外交、司法和邊境管制。
2023年10月25日，議會通過對昆的不信任投票。10月30日，議會以無記名投票選舉戴维·阿迪昂為總統。